# Stranger in Our House
Stranger in Our House is een Amerikaanse horrorfilm uit 1978 onder regie van Wes Craven.

## Rolverdeling
| Acteur          | Personage              |
| --------------- | ---------------------- |
| Linda Blair     | Rachel Bryant          |
| Lee Purcell     | Julia Trent            |
| Jeremy Slate    | Tom Bryant             |
| Jeff McCracken  | Mike Gallagher         |
| Jeff East       | Peter Bryant           |
| Carol Lawrence  | Leslie Bryant          |
| Macdonald Carey | Professor Jarvis       |
| Fran Drescher   | Carolyn Baker          |
| James Jarnigan  | Bobby Bryant           |
| Kerry Arquette  | Anne                   |
| Sierra Pecheur  | Zuster Duncan          |
| Billy Beck      | Sheriff                |
| Patricia Wilson | Mevrouw Gallagher      |
| Frederick Rule  | Postbode               |
| Helena Mäkelä   | Dame uit Beverly Hills |

## Verhaal
Wanneer Julia Trent haar ouders verliest bij een auto-ongeluk, mag ze tijdelijk logeren bij het gezin Bryant. Er gebeuren al spoedig vreemde dingen. Een van de kinderen in het gezin kan niet goed opschieten met Julia en zij begint te geloven dat zij verantwoordelijk is. 